# Agua blanda
El agua blanda es el agua en la que se encuentran disueltas mínimas cantidades de sales. Si no se encuentra ninguna sal diluida entonces se denomina agua destilada.

## Definición numérica
El agua blanda puede definirse como agua con menos de 0,5 partes por mil de sal disuelta. Los cuerpos de agua dulce (o agua blanda) incluyen lagos, ríos, glaciares, cuerpos de agua subterránea. La fuente de agua dulce es la precipitación de la atmósfera en forma de lluvia, nieve.
| Salinidad del agua, medida en sales disueltas en partes por mil (ppm) | Salinidad del agua, medida en sales disueltas en partes por mil (ppm) | Salinidad del agua, medida en sales disueltas en partes por mil (ppm) | Salinidad del agua, medida en sales disueltas en partes por mil (ppm) | Salinidad del agua, medida en sales disueltas en partes por mil (ppm) |
| Agua destilada                                                        | Agua dulce                                                            | Agua salobre                                                          | Agua de mar                                                           | Salmuera                                                              |
| 0 ‰                                                                   | < 0.5 ‰                                                               | 0.5 - 35 ‰                                                            | 35 - 50 ‰                                                             | > 180 ‰                                                               |
| --------------------------------------------------------------------- | --------------------------------------------------------------------- | --------------------------------------------------------------------- | --------------------------------------------------------------------- | --------------------------------------------------------------------- |

## Concentración
El agua blanda se caracteriza por tener una concentración de cloruro de sodio ínfima y una baja cantidad de iones de calcio y magnesio.

## Utilización
Se la utiliza en las centrales termoeléctricas, en la producción de energía nuclear y en muchos procesos industriales.

Como el agua que se utiliza para las calderas, esta tiene que ser blanda debido a que la solubilidad de algunas sales como las de sodio y magnesio disminuye con la temperatura, lo que ocasionaría que se fuera acumulando un sedimento en las tuberías de estas y produciría un efecto de bloqueo en los conductos (similar al efecto del colesterol en las arterias), lo que generaría a la larga un incremento en la presión de funcionamiento de la caldera, convirtiéndola en una bomba de tiempo.